# 팔라스 스케이트보드
팔라스 스케이트보드(영어: Palace skateboard)는 2010년에 레프 탄주(Lev Tanju)가 런던에서 시작한 의류 브랜드이다.